# Defusing
Il defusing (dall'inglese defuse, disinnescare) è un intervento breve - solitamente condotto da uno psicologo - organizzato attraverso colloqui di gruppo, che si tiene su soggetti reduci di un evento fortemente drammatico o traumatico.
Come suggerisce la parola, l'obiettivo di questo intervento è cercare di iniziare a rielaborare brevemente e collettivamente il significato dell'evento, ed a ridurre l'impatto emotivo di un avvenimento potenzialmente traumatico. 
Le persone che partecipano al colloquio di gruppo hanno occasione di parlare, in maniera non giudicante e in un contesto relazionale protetto, dei fatti inerenti l'accaduto, dei propri pensieri e del proprio vissuto emotivo in relazione a quanto occorso. Nella pratica, il defusing è per certi aspetti una versione ridotta e modificata del debriefing, e permette di valutare se sia necessario un debriefing più strutturato.
Laddove svolto correttamente, può aiutare a diminuire o permettere di rimodulare l'intensità delle reazioni emotive inevitabilmente generate da un'esperienza difficile, e contribuisce a rinforzare la rete di supporto sociale delle persone che hanno condiviso ciò che si è vissuto dal contatto con la drammaticità dell'evento.